# Боссо, Освальдо
Освальдо Хавьер Боссо Торрес (исп. Osvaldo Javier Bosso Torres; 14 октября 1993 года, Сантьяго, Чили) — чилийский футболист, защитник клуба «Аудакс Итальяно».

## Клубная карьера
Боссо — воспитанник клуба «Аудакс Итальяно». 20 ноября 2011 года в матче против «Унион Эспаньола» он дебютировал в чилийской Примере. 19 апреля 2015 года в поединке против «Универсидад Консепсьон» Освальдо забил свой первый гол за «Аудакс Итальяно». 